# Lancetes borellii
Lancetes borellii là một loài bọ cánh cứng trong họ Bọ nước. Loài này được Griffini miêu tả khoa học năm 1895.